# Przyrząd pomiarowy
Przyrząd pomiarowy, aparatura pomiarowa dawniej: narzędzie miernicze – urządzenie, układ pomiarowy lub jego elementy przeznaczone do wykonywania pomiarów samodzielnie albo w połączeniu z jednym bądź wieloma urządzeniami dodatkowymi. Również wzorce miary (etalony), wzorce inkrementalne i materiały odniesienia są traktowane jako przyrządy pomiarowe.

## Podział przyrządów pomiarowych
Ze względu na spełniane funkcje wyróżnia się:
- mierniki,
- rejestratory,
- charakterografy,
- detektory.

Ze względu na kontrolę metrologiczną wyróżnia się:
- przyrządy pomiarowe kontrolne,
- przyrządy pomiarowe użytkowe.

Przyrząd kontrolny i użytkowy może być przyrządem tego samego rodzaju, ale odmiennej dokładności.
Ze względu na sposób prezentacji wskazań wyróżnia się:
- przyrządy pomiarowe z odczytem analogowym (np. suwmiarki noniuszowe),
- przyrządy pomiarowe z odczytem elektronicznym (cyfrowym).

Ze względu na wielkości fizyczne i inne właściwości podlegające pomiarom wyróżnia się:
- przyrządy do pomiaru wielkości geometrycznych (dawniej: długości i kąta),
- przyrządy do pomiaru siły i masy,
- przyrządy do pomiaru wielkości elektrycznych,
- przyrządy do pomiaru warunków środowiskowych,
- przyrządy do pomiaru (badania) właściwości materiałów.

Przykłady narzędzi pomiarowych
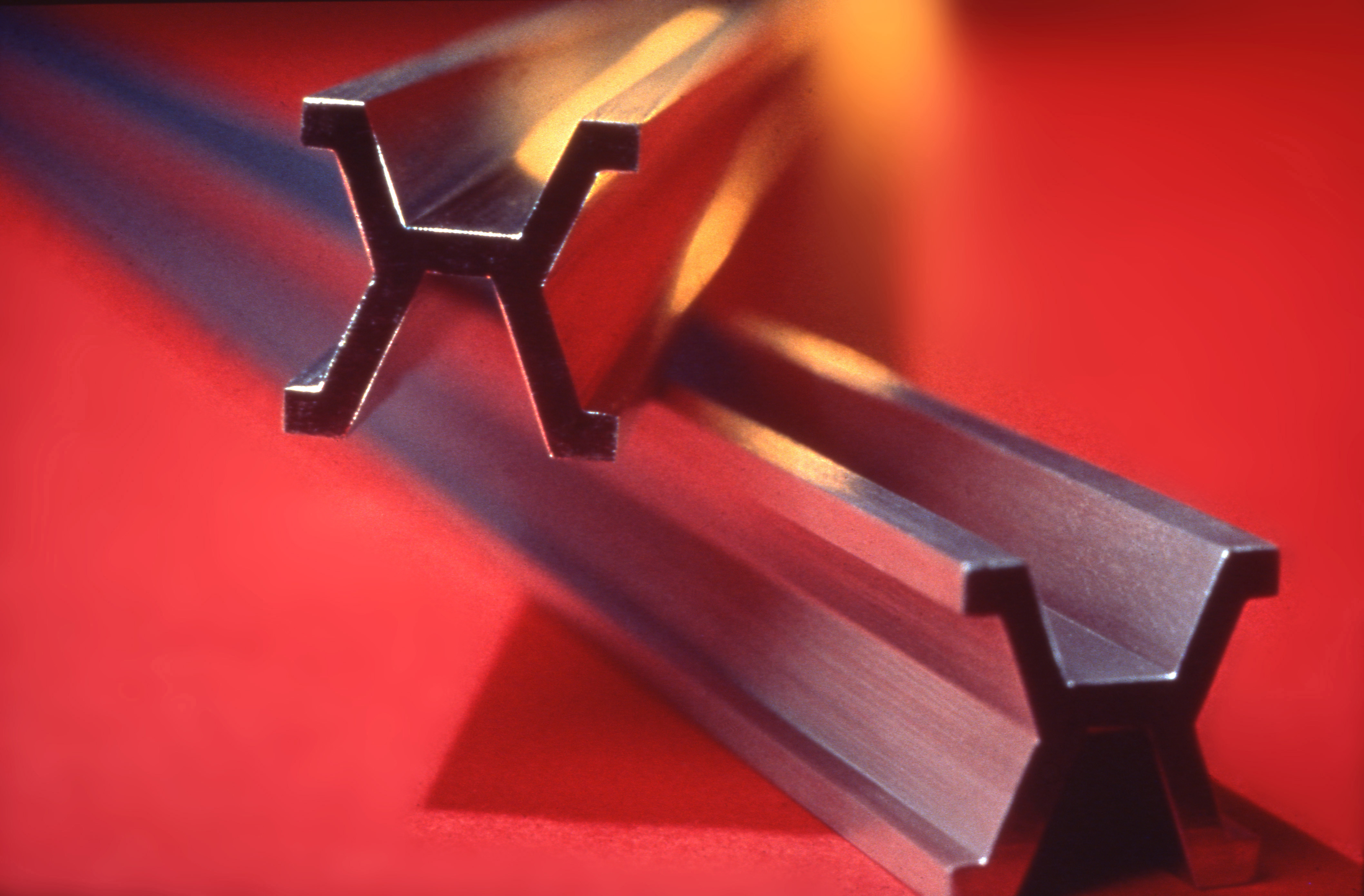
Materialny etalon kreskowy metra obowiązujący do roku 1960
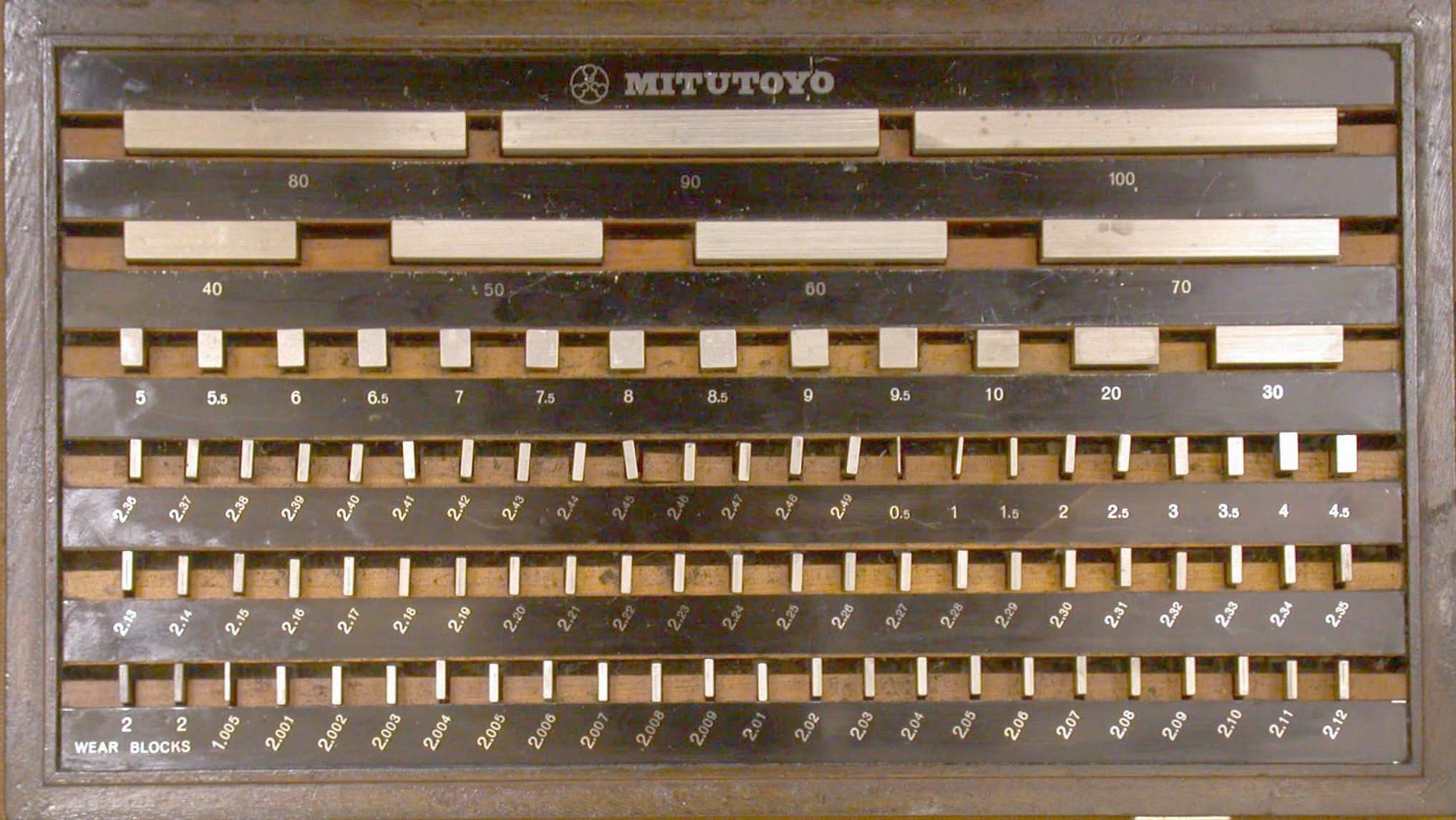
Jednomiarowe wzorce kontrolne – płytki wzorcowe
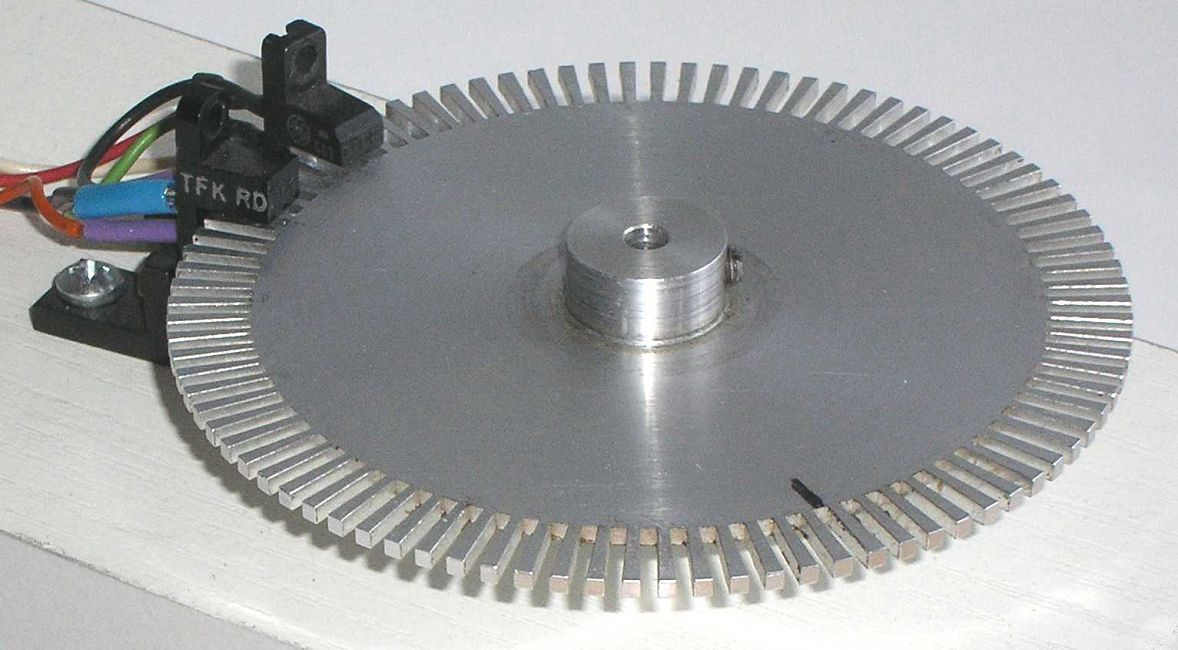
Model wzorca inkrementalnego do pomiaru kąta

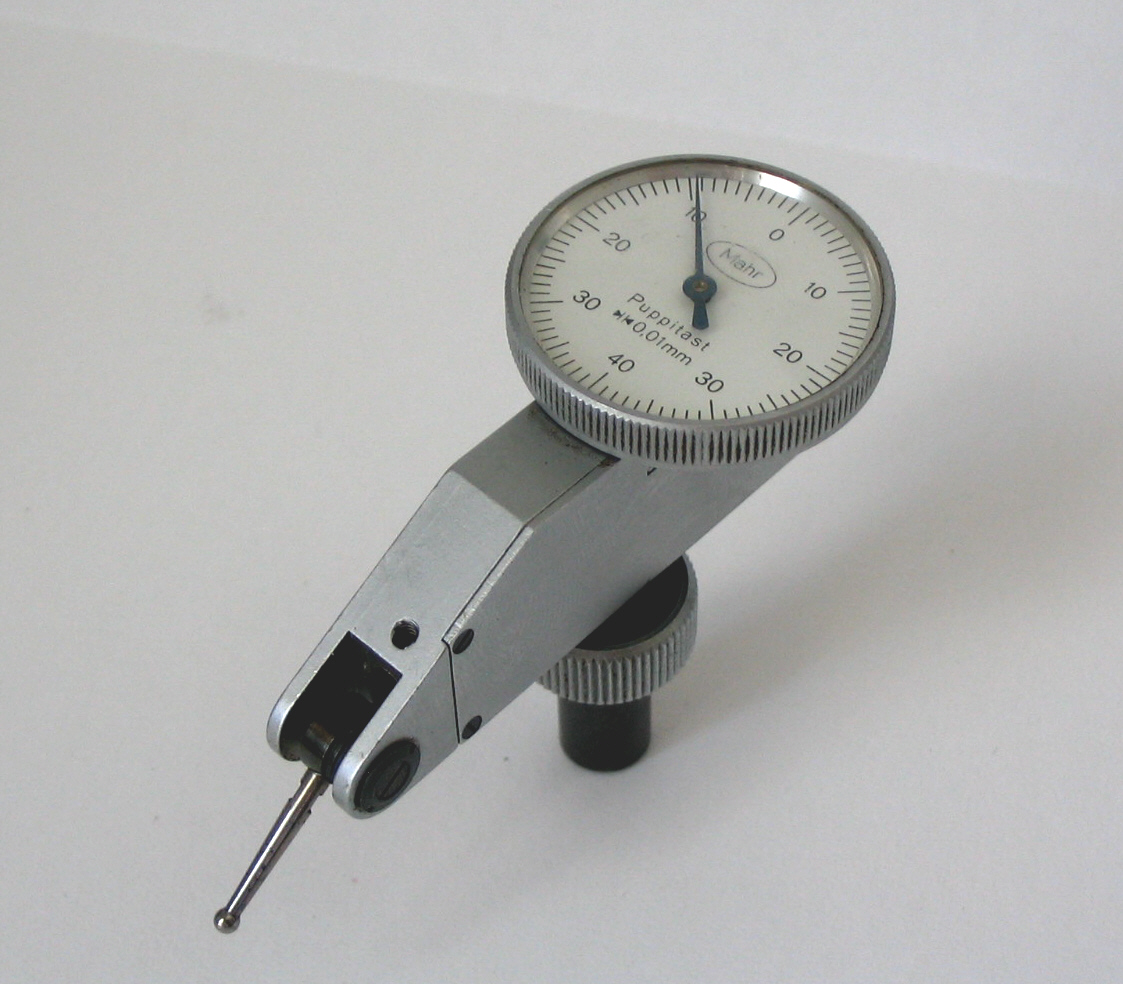
Przyrząd pomiarowy – czujnik do pomiaru małych przemieszczeń
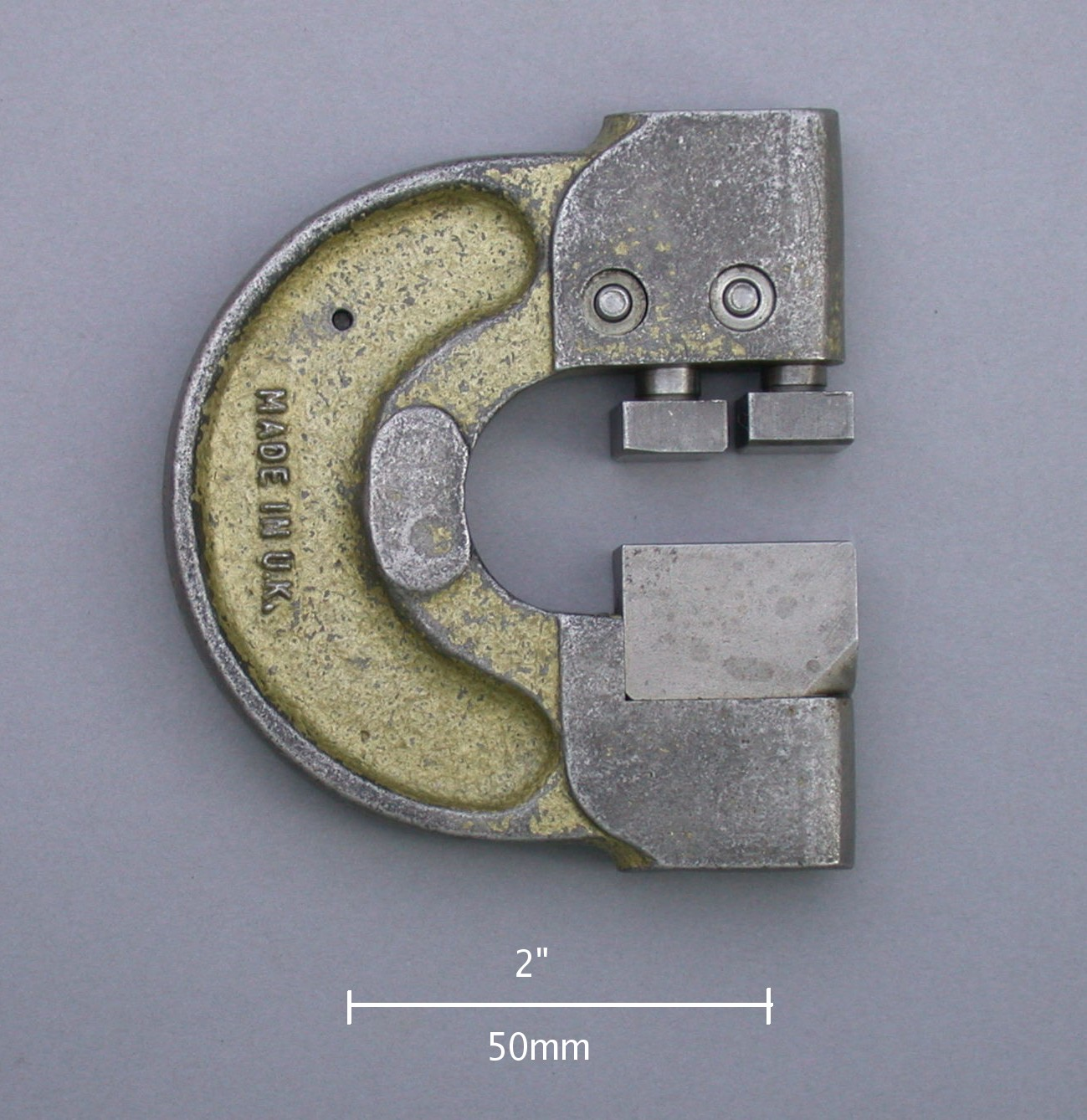
Sprawdzian – sprawdzian dwugraniczny do kontroli średnicy wałków
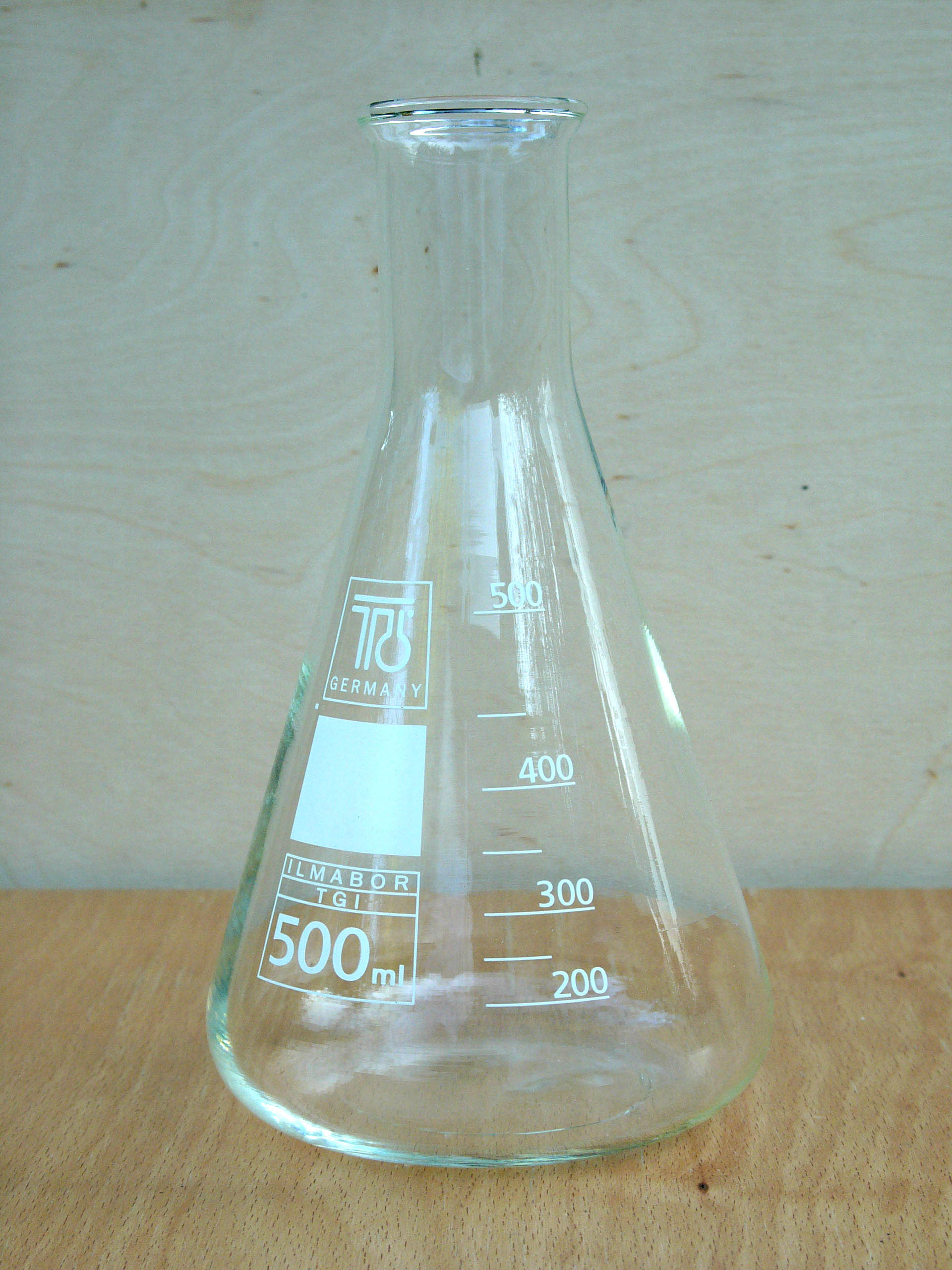
Wielomiarowy wzorzec użytkowy objętości

## Zastosowanie
Aparatura pomiarowa znajduje zastosowanie w wielu zawodach, czynnościach oraz życiu codziennym. Korzystają z niej mechanicy samochodowi, hydraulicy, budowlańcy, lekarze, ale i wykorzystywane są w gospodarstwach domowych. 